# 성지키기 온라인
《성지키기 온라인》은 Black Hammer (부부끼리 운영하는회사)에서 개발한 모바일 게임이다. 2019년 7월 12일에 서비스가 시작되었다. 최대 4인까지 멀티플레이를 할 수 있다.

## 게임 플레이

### 영웅
영웅은 버서커, 나이트, 매지션, 프리스트, 엔지니어, 쉐프, 아처, 머스킷티어, 드루이드, 파이터, 로그, 위저드, 피에로, 네크로멘서, 사무라이, 랜서, 가디언, 바드, 블레이드, 거너, 서모너,텔래포터로 총 21종류이다.

### 모드
모드는 기본 모드인 성 지키기와 보스 레이드, 파워 배구, 방탈출, 함락전이 있다.
각 모드마다의 난이도 시스템이 존재하는데, 성 지키기는 총 14가지의 난이도가 있고, 보스 레이드와 방탈출 모드는 총 5개의 난이도들이 있다. 파워 배구와 함락전은 난이도가 존재하지 않는다. 그 난이도들은 다음과 같다.
| 난이도       | 해당 난이도가 존재하는 모드    |
| ------------ | ------------------------------ |
| Solo         | 성 지키기, 보스 레이드, 방탈출 |
| Easy         | 성 지키기, 보스 레이드, 방탈출 |
| Moderate     | 성 지키기, 보스 레이드, 방탈출 |
| Normal       | 성 지키기, 보스 레이드, 방탈출 |
| Hard         | 성 지키기, 보스 레이드, 방탈출 |
| Hell         | 성 지키기, 보스 레이드         |
| Dark         | 성 지키기, 보스 레이드         |
| Insane       | 성 지키기                      |
| Impossible   | 성 지키기                      |
| Infinity     | 성 지키기                      |
| Amageddon    | 성 지키기                      |
| Annihilation | 성 지키기                      |
| Oblivion     | 성 지키기                      |
| The END      | 성 지키기                      |

#### 성 지키기
이 게임의 기본적인 모드로 플레이어가 양쪽으로 몰려드는 적군들에 대항하여 성에 있는 크리스탈이 파괴되지 않게 10~15 웨이브동안 지켜야 한다.
클리어하면 경험치, 다이아, 랜덤 토큰을 얻을 수 있다.

#### 보스 레이드
일정한 패턴을 가진 보스들의 공격을 피하며 보스를 쓰러트려야 한다. 다음은 각 난이도마다 존재하는 보스들의 속성이다.

최소 2인 최대 4인으로 레드팀 블루팀으로 나누어 플레이어끼리 대결하는 모드이다. 일정한 돈을 내고 성지키기 하드모드까지 나오는 몬스터를 마음껏 소환 가능하다. 이 모드는 처음에 영웅강화를 A B중에 하나를 골라서 시작할 수 있다. 성지키기를 모던 난이도도 깨지 못했다면 충분히 할 만 하지만 아니라면 효율은 그닥 좋지 않다.
또한 이 모드는 특성과 업적이 적용되지 않으며, 유물과 룬에 크게 영향을 받는다.
```
보스들의 속성이다.
```

```
보스들의 속성이다.
```

```
보스들의 속성이다.
```

```
보스들의 속성이다.
```

클리어하면 유물 조각, 광석, 다이아를 얻을 수 있다.

#### 파워 배구
파워 배구 모드에선 영웅이 버서커로 고정된다. 4명의 플레이어가 두 팀으로 나뉘는데, 몸이나 스킬로 날아오는 배구공을 칠 수 있다. 배구공은 라운드마다 팀을 번갈아가며 소환되며 라운드가 4라운드 이상 지속되면 서로의 코트로 넘어갈 수 있는 크레이지 모드가 시작된다.
클리어하면 길드 랭킹 점수를 얻을 수 있다. 

#### 방탈출
점프를 하여 각종 장애물을 피해 도착지점에 가는 모드이다. 난이도별로 각종 유물을 얻을 수 있다.

#### 함락전
최소 2인 최대 4인으로 레드팀 블루팀으로 나누어 플레이어끼리 대결하는 모드이다. 일정한 돈을 내고 성지키기 하드모드까지 나오는 몬스터를 마음껏 소환 가능하다. 이 모드는 처음에 영웅강화를 A B중에 하나를 골라서 시작할 수 있다. 성지키기를 모던 난이도도 깨지 못했다면 충분히 할 만 하지만 아니라면 효율은 그닥 좋지 않다.
또한 이 모드는 유물과 특성에 크게 영향을 받는다.
7분 이상 플레이 하게 되면 경험치를 기본으로 최대 100까지 받을 수 있다.

#### 사신
최대8명의 인원으로 시작한다.
8명의 유저 중에서 2명은 사신이라는 직업을 가지게된다.
캐릭터들의 스킬은 다음과 같다.
버서커:의심되는 사람을 습격해 죽인다
(2턴)
나이트:목숨2개, 다른사람을(목숨바쳐)지킨다.
(2턴)
매지션:다른대상을 조사해 직업을 알아낸다.
(2턴)
프리스트:다른사람을 부활시킨다.(죽은사람x)
(2턴)¤프리스트가 죽으면 내크로맨서(사신)가 된다.¤
드루이드:다른사람을 속박시켜 스킬을 쓰지못하게 한다.(2턴)
피에로:3일째 밤이 된 날,사신팀이 된다.
(2턴)
사신:영웅(캐릭터)을 1명죽인다.(1턴)¤밤에 사신끼리 대화를 할 수 있다.
--모든 영웅은 밤에만 스킬을 쓸수 있다.-- 
플레이시간이 10분을 넘기면 100~200경험치를 얻는다.

#### 파워 배구
파워 배구 모드에선 영웅이 버서커로 고정된다. 4명의 플레이어가 두 팀으로 나뉘는데, 몸이나 스킬로 날아오는 배구공을 칠 수 있다. 배구공은 라운드마다 팀을 번갈아가며 소환되며 라운드가 4라운드 이상 지속되면 서로의 코트로 넘어갈 수 있는 크레이지 모드가 시작된다.
클리어하면 길드 랭킹 점수를 얻을 수 있다. 

#### 방탈출
점프를 하여 각종 장애물을 피해 도착지점에 가는 모드이다. 난이도별로 각종 유물을 얻을 수 있다.

#### 함락전
최소 2인 최대 4인으로 레드팀 블루팀으로 나누어 플레이어끼리 대결하는 모드이다. 일정한 돈을 내고 성지키기 하드모드까지 나오는 몬스터를 마음껏 소환 가능하다. 이 모드는 처음에 영웅강화를 A B중에 하나를 골라서 시작할 수 있다. 성지키기를 모던 난이도도 깨지 못했다면 충분히 할 만 하지만 아니라면 효율은 그닥 좋지 않다.
또한 이 모드는 유물과 특성에 크게 영향을 받는다.
7분 이상 플레이 하게 되면 경험치를 기본으로 최대 100까지 받을 수 있다.

#### 사신
최대8명의 인원으로 시작한다.
8명의 유저 중에서 2명은 사신이라는 직업을 가지게된다.
캐릭터들의 스킬은 다음과 같다.
버서커:의심되는 사람을 습격해 죽인다
(2턴)
나이트:목숨2개, 다른사람을(목숨바쳐)지킨다.
(2턴)
매지션:다른대상을 조사해 직업을 알아낸다.
(2턴)
프리스트:다른사람을 부활시킨다.(죽은사람x)
(2턴)¤프리스트가 죽으면 내크로맨서(사신)가 된다.¤
드루이드:다른사람을 속박시켜 스킬을 쓰지못하게 한다.(2턴)
피에로:3일째 밤이 된 날,사신팀이 된다.
(2턴)
사신:영웅(캐릭터)을 1명죽인다.(1턴)¤밤에 사신끼리 대화를 할 수 있다.
--모든 영웅은 밤에만 스킬을 쓸수 있다.-- 
플레이시간이 10분을 넘기면 100~200경험치를 얻는다.

#### 파워 배구
파워 배구 모드에선 영웅이 버서커로 고정된다. 4명의 플레이어가 두 팀으로 나뉘는데, 몸이나 스킬로 날아오는 배구공을 칠 수 있다. 배구공은 라운드마다 팀을 번갈아가며 소환되며 라운드가 4라운드 이상 지속되면 서로의 코트로 넘어갈 수 있는 크레이지 모드가 시작된다.
클리어하면 길드 랭킹 점수를 얻을 수 있다. 

#### 방탈출
점프를 하여 각종 장애물을 피해 도착지점에 가는 모드이다. 난이도별로 각종 유물을 얻을 수 있다.

#### 함락전
최소 2인 최대 4인으로 레드팀 블루팀으로 나누어 플레이어끼리 대결하는 모드이다. 일정한 돈을 내고 성지키기 하드모드까지 나오는 몬스터를 마음껏 소환 가능하다. 이 모드는 처음에 영웅강화를 A B중에 하나를 골라서 시작할 수 있다. 성지키기를 모던 난이도도 깨지 못했다면 충분히 할 만 하지만 아니라면 효율은 그닥 좋지 않다.
또한 이 모드는 유물과 특성에 크게 영향을 받는다.
7분 이상 플레이 하게 되면 경험치를 기본으로 최대 100까지 받을 수 있다.

#### 사신
최대8명의 인원으로 시작한다.
8명의 유저 중에서 2명은 사신이라는 직업을 가지게된다.
캐릭터들의 스킬은 다음과 같다.
버서커:의심되는 사람을 습격해 죽인다
(2턴)
나이트:목숨2개, 다른사람을(목숨바쳐)지킨다.
(2턴)
매지션:다른대상을 조사해 직업을 알아낸다.
(2턴)
프리스트:다른사람을 부활시킨다.(죽은사람x)
(2턴)¤프리스트가 죽으면 내크로맨서(사신)가 된다.¤
드루이드:다른사람을 속박시켜 스킬을 쓰지못하게 한다.(2턴)
피에로:3일째 밤이 된 날,사신팀이 된다.
(2턴)
사신:영웅(캐릭터)을 1명죽인다.(1턴)¤밤에 사신끼리 대화를 할 수 있다.
--모든 영웅은 밤에만 스킬을 쓸수 있다.-- 
플레이시간이 10분을 넘기면 100~200경험치를 얻는다.

#### 파워 배구
파워 배구 모드에선 영웅이 버서커로 고정된다. 4명의 플레이어가 두 팀으로 나뉘는데, 몸이나 스킬로 날아오는 배구공을 칠 수 있다. 배구공은 라운드마다 팀을 번갈아가며 소환되며 라운드가 4라운드 이상 지속되면 서로의 코트로 넘어갈 수 있는 크레이지 모드가 시작된다.
클리어하면 길드 랭킹 점수를 얻을 수 있다. 

#### 방탈출
점프를 하여 각종 장애물을 피해 도착지점에 가는 모드이다. 난이도별로 각종 유물을 얻을 수 있다.

#### 함락전
최소 2인 최대 4인으로 레드팀 블루팀으로 나누어 플레이어끼리 대결하는 모드이다. 일정한 돈을 내고 성지키기 하드모드까지 나오는 몬스터를 마음껏 소환 가능하다. 이 모드는 처음에 영웅강화를 A B중에 하나를 골라서 시작할 수 있다. 성지키기를 모던 난이도도 깨지 못했다면 충분히 할 만 하지만 아니라면 효율은 그닥 좋지 않다.
또한 이 모드는 유물과 특성에 크게 영향을 받는다.
7분 이상 플레이 하게 되면 경험치를 기본으로 최대 100까지 받을 수 있다.

#### 사신
최대8명의 인원으로 시작한다.
8명의 유저 중에서 2명은 사신이라는 직업을 가지게된다.
캐릭터들의 스킬은 다음과 같다.
버서커:의심되는 사람을 습격해 죽인다
(2턴)
나이트:목숨2개, 다른사람을(목숨바쳐)지킨다.
(2턴)
매지션:다른대상을 조사해 직업을 알아낸다.
(2턴)
프리스트:다른사람을 부활시킨다.(죽은사람x)
(2턴)¤프리스트가 죽으면 내크로맨서(사신)가 된다.¤
드루이드:다른사람을 속박시켜 스킬을 쓰지못하게 한다.(2턴)
피에로:3일째 밤이 된 날,사신팀이 된다.
(2턴)
사신:영웅(캐릭터)을 1명죽인다.(1턴)¤밤에 사신끼리 대화를 할 수 있다.
--모든 영웅은 밤에만 스킬을 쓸수 있다.-- 
플레이시간이 10분을 넘기면 100~200경험치를 얻는다.